# Auvillars
Ne doit pas être confondu avec Auvillar.
Auvillars est une commune française, située dans le département du Calvados en région Normandie, peuplée de 224 habitants.

## Géographie

### Localisation
| Beaufour-Druval | Beaufour-Druval, Bonnebosq | Bonnebosq                           |
| Repentigny      | Auvillars                  | Le Fournet                          |
| Léaupartie      | La Roque-Baignard          | Formentin Manerbe La Roque-Baignard |

### Hydrographie
La commune est située dans le bassin Seine-Normandie. Elle est drainée par la Dorette, le ruisseau de Druval, le Mont Dorain, le ruisseau Sainte-Agathe, le fossé 01 du Lieu Varin, le cours d'eau 03 de la Couture et le cours d'eau 04 de la Couture,,.
La Dorette, d'une longueur de 16 km, prend sa source dans la commune de Bonnebosq et se jette  dans la Dives à Cléville, après avoir traversé huit communes. 

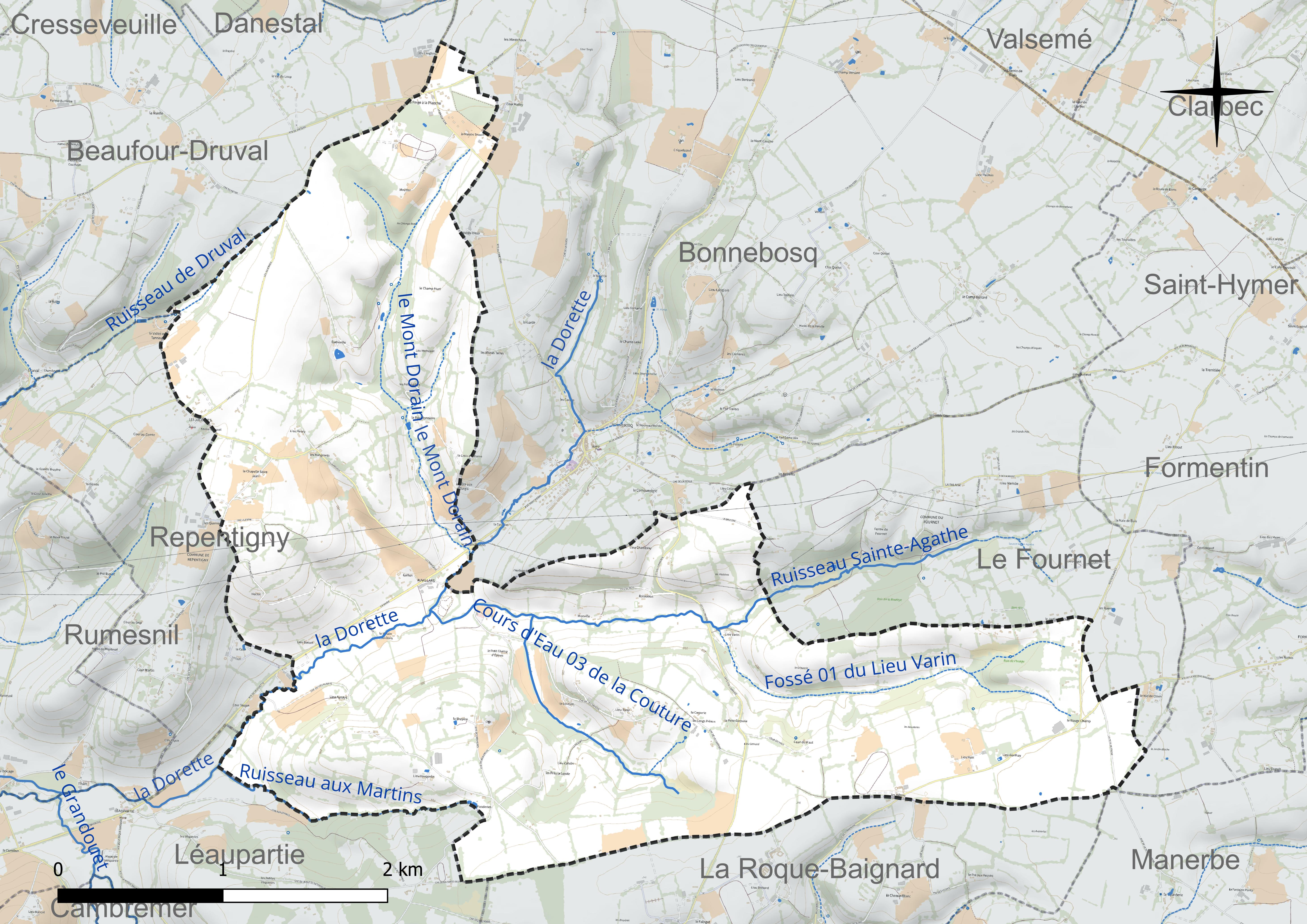
Réseau hydrographique d'Auvillars.

### Climat
Pour des articles plus généraux, voir Climat de la Normandie et Climat du Calvados.
En 2010, le climat de la commune est de type climat océanique altéré, selon une étude du CNRS s'appuyant sur une série de données couvrant la période 1971-2000. En 2020, Météo-France publie une typologie des climats de la France métropolitaine dans laquelle la commune est exposée à un climat océanique et est dans une zone de transition entre les régions climatiques « Côtes de la Manche orientale » et « Normandie (Cotentin, Orne) ». Parallèlement le GIEC normand, un groupe régional d'experts sur le climat, différencie quant à lui, dans une étude de 2020, trois grands types de climats pour la région Normandie, nuancés à une échelle plus fine par les facteurs géographiques locaux. La commune est, selon ce zonage, exposée à un « climat contrasté des collines », correspondant au Pays d'Auge, Lieuvin et Roumois, moins directement soumis aux flux océaniques et connaissant toutefois des précipitations assez marquées en raison des reliefs collinaires qui favorisent leur formation.
Pour la période 1971-2000, la température annuelle moyenne est de 10,7 °C, avec  une amplitude thermique annuelle de 12,7 °C. Le cumul annuel moyen de précipitations est de 763 mm, avec 12,5 jours de précipitations en janvier et 7,9 jours en juillet. Pour la période 1991-2020, la température moyenne annuelle observée sur la station météorologique la plus proche, située sur la commune de Lisieux à 13 km à vol d'oiseau, est de 11,7 °C et le cumul annuel moyen de précipitations est de 881,4 mm,. Pour l'avenir, les paramètres climatiques de la commune estimés pour 2050 selon différents scénarios d'émission de gaz à effet de serre sont consultables sur un site dédié publié par Météo-France en novembre 2022.

## Urbanisme

### Typologie
Au 1er janvier 2024, Auvillars est catégorisée commune rurale à habitat très dispersé, selon la nouvelle grille communale de densité à 7 niveaux définie par l'Insee en 2022.
Elle est située hors unité urbaine et hors attraction des villes,.

### Occupation des sols
L'occupation des sols de la commune, telle qu'elle ressort de la base de données européenne d'occupation biophysique des sols Corine Land Cover (CLC), est marquée par l'importance des territoires agricoles (99,7 % en 2018), une proportion sensiblement équivalente à celle de 1990 (100 %). La répartition détaillée en 2018 est la suivante : 
prairies (67,1 %), terres arables (18,7 %), zones agricoles hétérogènes (13,9 %), forêts (0,3 %). L'évolution de l'occupation des sols de la commune et de ses infrastructures peut être observée sur les différentes représentations cartographiques du territoire : la carte de Cassini (XVIIIe siècle), la carte d'état-major (1820-1866) et les cartes ou photos aériennes de l'IGN pour la période actuelle (1950 à aujourd'hui).

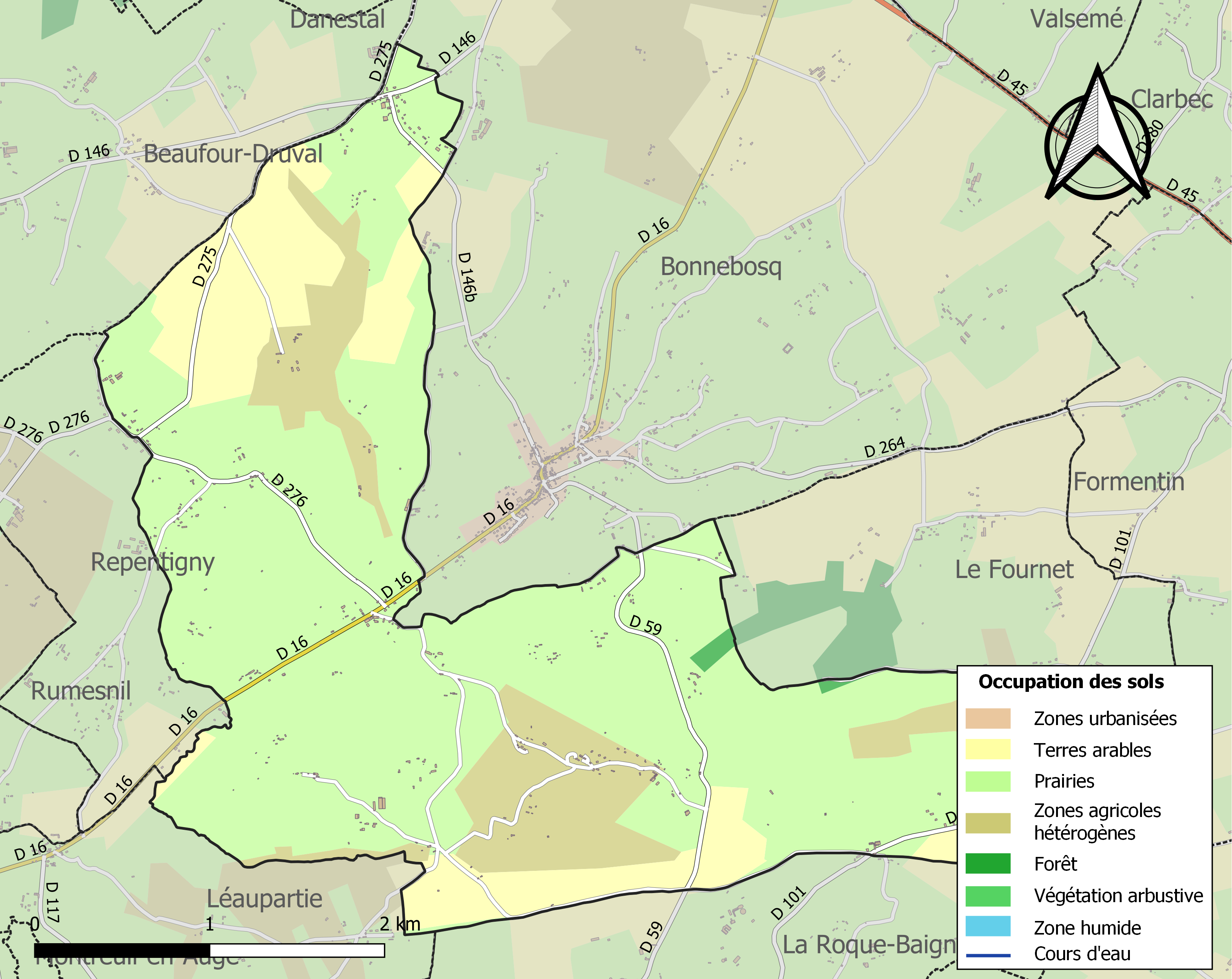
Carte des infrastructures et de l'occupation des sols de la commune en 2018 (CLC).

## Toponymie
Le nom de la localité est attesté sous les formes Auvillaria et Auvillaribus vers 1350.
Il s'agit d'une formation toponymique médiévale en -villar(s), variante de -vill(i)ers. Le toponyme est issu ultimement du bas latin altum villare, « haut village », « haute ferme », à moins que le premier élément Au- ne représente en réalité un nom de personne germanique Aldo[réf. nécessaire].

## Histoire
Dans sa Statistique monumentale du Calvados (1862), Arcisse de Caumont décrit ainsi l'historique d'Auvillars :

« Comme toujours, Auvillars eut pour premiers seigneurs des membres d'une famille dont le nom était celui de la commune elle-même. Cette famille s'éteignit dans la personne de Jeanne d'Auvillars, fille et héritière de Guillaume, seigneur châtelain d'Auvillars, Saint Aubin de Sallon et Barneville, qui épousa Robert de Tournebu, baron de la Motte-Cesny, Grimbosc, etc., etc., au commencement du XIVe siècle.
M. Floquet a raconté un curieux procès qu'eut à soutenir Robert de Tournebu, seigneur d'Auvillars, pour avoir maltraité un clerc du prieuré de Beaumont en Auge, en l'année 1342. Il fut condamné à 400 livres d'amende, somme énorme pour cette époque (voyer Histoire du parlement de Normandie). Un siècle plus tard, Richard de Tournebu employa plus utilement sa vigueur, en soutenant un siège héroïque contre les capitaines de l'envahisseur Henry V. Sa capitulation, du 7 août 1417, est conçue dans des conditions qui montrent que les barons normands, malgré le défaut d'organisation où l'invasion les avait trouvés, n'en avaient pas moins opposé une résistance capable de les faire respecter. Le texte de cette capitulation a été publié dans le volume intitulé : rotuli normanniae, imprimé à Londres en 1835, page 285, et par la société des antiquaires de Normandie, tome XV, page 263 de ses mémoires.
À peine le château était-il évacué que Henry sa hâta d'en faire don au comte de Salisbury, son cousin, afin d'être sûr de sa conservation (25 septembre 1417).
À l'époque du décès de Guillemette de Tournebu, en 1485, Jean de Harcourt, son arrière-petit-fils, en hérita, et il ajouta à ses autres titres celui de seigneur et châtelain d'Auvillars. En 1558, Auvillars était entre les mains de la famille de Salcède ; Nicolas de Salcède, qui la possédait en 1582, fut impliqué à cette époque dans une conjuration formée, dit-on, par les Guises contre le duc d'Alençon et le roi Henri III, son Frère. Il fut jugé par le parlement de Paris, convaincu du crime de lèse-majesté, et comme tel condamné à être écartelé. Cette exécution, dont le souvenir s'est toujours conservé à Auvillars, dut avoir lieu vers 1588. En 1600, Mme Charlotte Duquesnel d'Aussebost était douairière d'Auvillars. Après sa mort, arrivée en 1617, cette seigneurie passa à une famille nommée de Miou. Le chef de cette famille était un des principaux officiers de Duc de Lorraine, sa fille, Louise Marie de Miou, épousa Pierre Dauvet de Tréguy.
La famille Dauvet, noblesse de robe, originaire de Picardie, s'allia aux Brézé, aux Montmorency, Saint-Simon, Béthune, Chabannes, etc.
Plusieurs de ses membres prirent l'épée. Benoît Dauvet et Louis-Nicolas Dauvet se distinguèrent dans les batailles de Louis XIV et de Louis XV.
On retrouve des renseignements sur cette maison dans l'Histoire des grands-officiers de la Couronne, de P Anselme. Elle porte bandé de gueules et d'argent de 6 pièces, la première chargée d'un lion de sable passant dans le sens de la bande. Couronne de marquis ; supports, deux Sauvages (voyez Waroquier, tome VII).
C'est ainsi qu'on voit les blasons de la litre funèbre de la chapelle St Jean d'Auvillars.
En 1700, Messire Pierre Dauvet de Tréguy donna pour les pauvres d'Auvillars des herbages situés à Druval et Rumesnil. Ils en jouissent encore. Les mêmes seigneurs de la famille Dauvet avaient fondé une école pour les filles et ils l'avaient dotée en rentes. Les enfants des deux paroisses d'Auvillars et de Repentigny y étaient instruits gratuitement par une sœur de la Providence de la maison de Lisieux. Les rentes sont perdues, fautes de titres. La maison vendue révolutionnairement, a été rachetée par un habitant qui l'a donnée pour sa destination primitive.
Le presbytère, qui avait été aliéné, a été racheté par la commune vers l'an 1806.
On comptait 3 feux privilégiés et 80 feux taillables à Auvillars.
La petite paroisse de Repentigny a toujours été dans une sorte de dépendance de celle d'Auvillars. Les seigneurs d'Auvillars en étaient patrons, comme de la première, et ils s'en montrèrent constamment les bienfaiteurs. Elle avait d'abord été supprimée et réunie à Rumesnil ; mais au commencement du règne de Charles X, elle a été réunie à Auvillars comme vicairie indépendante. »

## Politique et administration

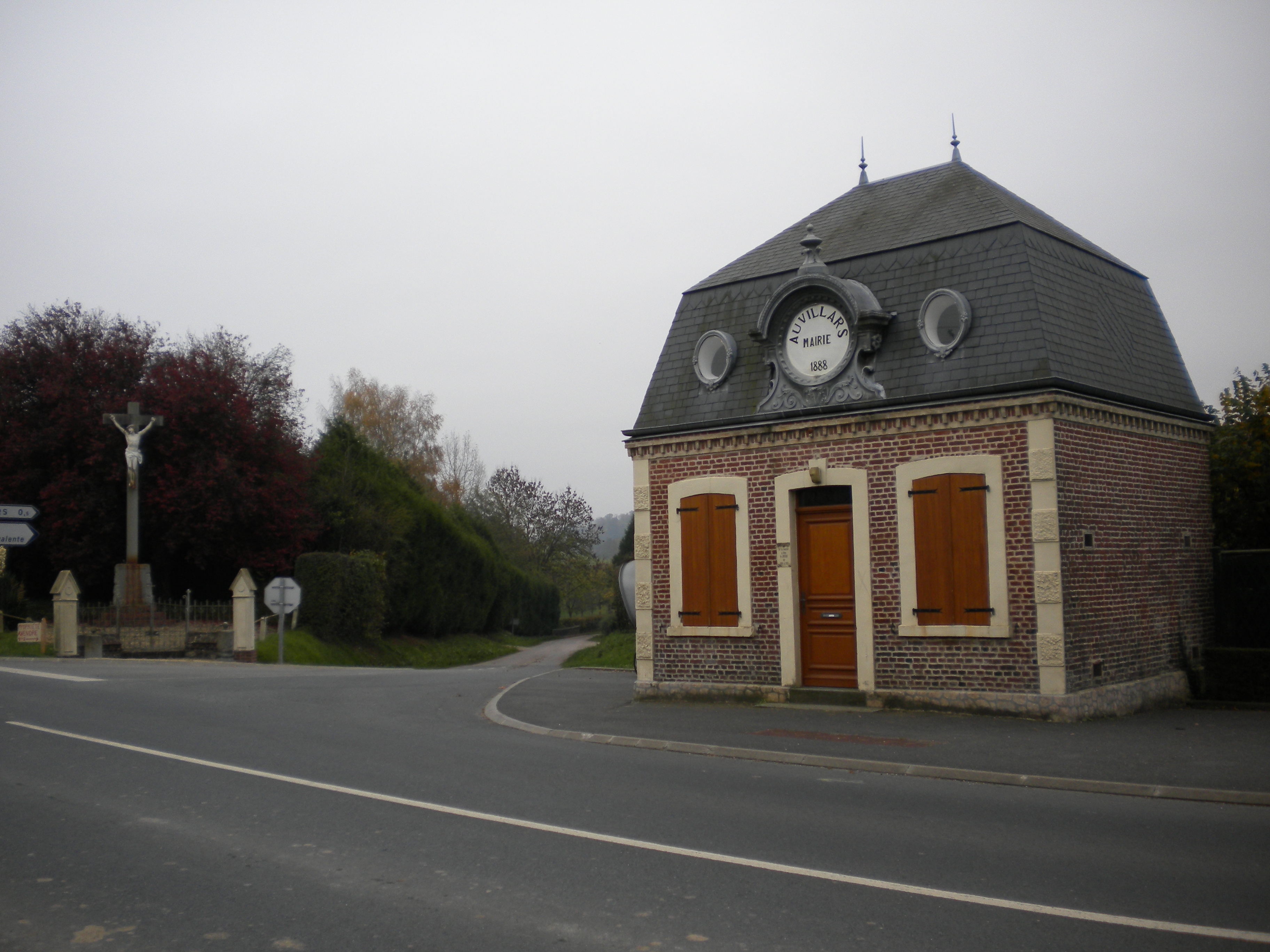
La mairie d'Auvillars, construite en 1888.

Le conseil municipal est composé de onze membres dont le maire et un adjoint.

## Démographie
Les habitants de la commune sont nommés les Auvillargeois.
L'évolution du nombre d'habitants est connue à travers les recensements de la population effectués dans la commune depuis 1793. Pour les communes de moins de 10 000 habitants, une enquête de recensement portant sur toute la population est réalisée tous les cinq ans, les populations de référence des années intermédiaires étant quant à elles estimées par interpolation ou extrapolation. Pour la commune, le premier recensement exhaustif entrant dans le cadre du nouveau dispositif a été réalisé en 2008.
En 2022, la commune comptait 224 habitants, en évolution de −4,68 % par rapport à 2016 (Calvados : +1,58 %, France hors Mayotte : +2,11 %).
Auvillars a compté jusqu'à 596 habitants en 1806.
| 1793 | 1800 | 1806 | 1821 | 1831 | 1836 | 1841 | 1846 | 1851 |
| ---- | ---- | ---- | ---- | ---- | ---- | ---- | ---- | ---- |
| 530  | 449  | 596  | 503  | 434  | 416  | 441  | 446  | 403  |

| 1856 | 1861 | 1866 | 1872 | 1876 | 1881 | 1886 | 1891 | 1896 |
| ---- | ---- | ---- | ---- | ---- | ---- | ---- | ---- | ---- |
| 398  | 370  | 347  | 346  | 366  | 323  | 348  | 348  | 330  |

| 1901 | 1906 | 1911 | 1921 | 1926 | 1931 | 1936 | 1946 | 1954 |
| ---- | ---- | ---- | ---- | ---- | ---- | ---- | ---- | ---- |
| 306  | 295  | 292  | 255  | 278  | 256  | 257  | 237  | 260  |

| 1962 | 1968 | 1975 | 1982 | 1990 | 1999 | 2006 | 2008 | 2013 |
| ---- | ---- | ---- | ---- | ---- | ---- | ---- | ---- | ---- |
| 224  | 185  | 177  | 158  | 178  | 178  | 205  | 213  | 235  |

| 2018 | 2022 | - | - | - | - | - | - | - |
| ---- | ---- | - | - | - | - | - | - | - |
| 220  | 224  | - | - | - | - | - | - | - |

## Culture locale et patrimoine

### Lieux et monuments

#### Église Saint-Germain
L'église Saint-Germain est inscrite au titre des monuments historiques par arrêté du 17 juillet 1926. La dalle funéraire du clerc de Tournebu et une Vierge à l'Enfant du XIIIe siècle sont classées au titre objet.

#### Chapelle Saint-Jean

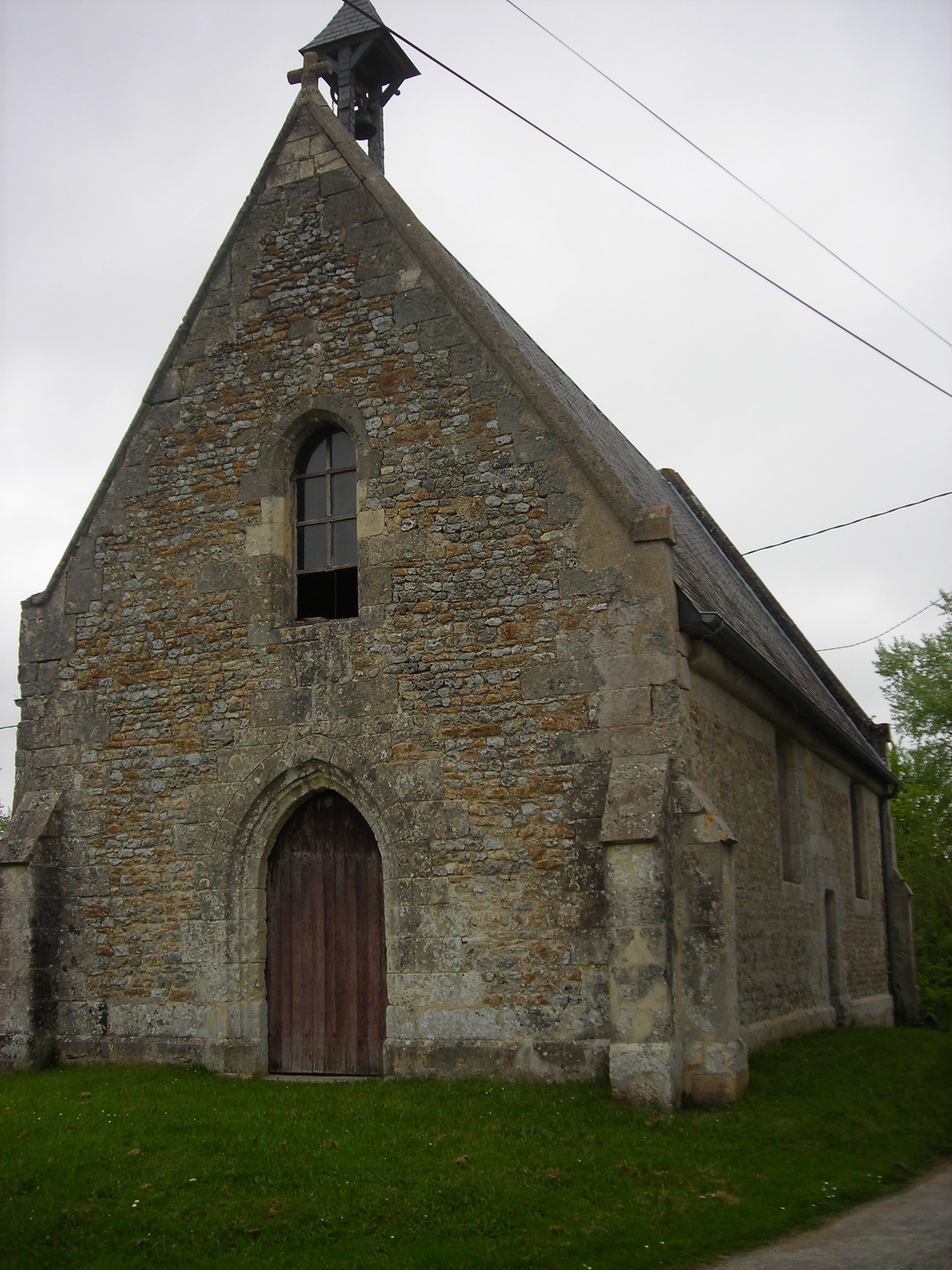
La chapelle Saint-Jean.

Description de la chapelle Saint-Jean par Arcisse de Caumont en 1862, d'après la Statistique monumentale du Calvados.
La chapelle Saint-Jean s'élève sur un coteau, à 2 kilomètres de l'église d'Auvillars, au midi.
Cette chapelle date de la dernière période ogivale ; elle a environ 30 pieds de longueur sur 15 de largeur.
Le portail occidental, flanqué de deux contreforts, est terminé par un galbe très-aigu qui supporte un toit très-incliné. La porte ogivale est décorée de moulures prismatiques ; elle est surmontée d'une fenêtre du même temps. Devant la chapelle s'élèvent deux beaux peupliers qui décorent l'entrée.
La nef est éclairée par quatre fenêtres, dont deux à plein-cintre avec chanfrein ; les deux autres à arc surbaissé. Les murs, flanqués de contreforts saillants, sont terminés par une corniche formée d'un quart-de-rond.
Le chevet droit est flanqué de deux contreforts et terminé, comme le portail, par un galbe très-incliné, surmonté d'une croix antéfixe.
On aperçoit, sur le mur méridional, les vestiges d'une litre funèbre. Les écussons armoriés peints sur cette litre sont reproduits à l'intérieur de la chapelle.
On remarque, du côté de l'épître, une piscine ogivale.
Deux jolis bas-reliefs attirent également l'attention. L'un de ces bas-reliefs est incrusté dans le mur septentrional, près de l'autel. Il représente saint Jean Baptiste, le Précurseur, tenant dans une de ses mains un globe surmonté d'une croix.
L'autre bas-relief a été détaché de la muraille où il était incrusté. Il représente un moine ayant les mains jointes et élevées vers le ciel.
Derrière l'autel sont trois niches renfermant d'anciennes statues supportées par de jolis culs-de-lampes. Dans celle du milieu est la statue de saint Jean Baptiste.
Une statue de la Sainte Vierge, tenant dans ses bras l'Enfant Jésus, est appliquée contre le mur de droite.
La voûte de la chapelle est en lambris, avec entraits.

#### Manoir de la Bruyère
Les façades et toitures du manoir de la Bruyère et du bâtiment du pressoir ainsi que le pressoir proprement dit et son mécanisme sont inscrits au titre des monuments historiques par arrêté du 25 février 1974, le jardin du manoir depuis le 16 juin 2008.

#### Motte
Vestige (motte) d'un château de la famille de Tournebu, seigneurs de Livet en Lieuvin.

### Personnalités liées à la commune
- Guillaume d'Auvillars, abbé du Bec, serait né à Auvillars au XIVe siècle.